# كين فولكنير
كين فولكنير (بالإنجليزية: Ken Faulkner)‏ (10 سبتمبر 1923 في المملكة المتحدة - 2000 ببرمنغهام في المملكة المتحدة) هو لاعب كرة قدم بريطاني (وحمل سابقاً جنسية المملكة المتحدة لبريطانيا العظمى وأيرلندا) في مركز الهجوم. لعب مع برمنغهام سيتي وبورت فايل وOldbury United F.C. ‏.